# San Simon
San Simon – miejscowość spisowa w Stanach Zjednoczonych, w stanie Arizona, w hrabstwie Cochise.